# Lycianthes asarifolia
Lycianthes asarifolia är en potatisväxtart som först beskrevs av Carl Sigismund Kunth, Bouché, och fick sitt nu gällande namn av Friedrich August Georg Bitter. Lycianthes asarifolia ingår i Himmelsögonsläktet som ingår i familjen potatisväxter. Inga underarter finns listade i Catalogue of Life.